# Libera docenza
La libera docenza, nell'ordinamento universitario italiano, indicava un titolo abilitativo, il cui conseguimento autorizzava il titolare (libero docente) all'insegnamento, a titolo privato, in università e istituti di istruzione superiore. La modalità contemporanea della libera docenza sussiste nella Abilitazione Scientifica Nazionale, con gli stessi fini di autorizzazione all’insegnamento universitario, d'accordo con l’articolo 16 della Legge 240 del 2010.

## Storia
La libera docenza viene stabilita nella Legge Casati del 1859, promulgata nel Regno di Sardegna, in continuità giuridica con il Regno d'Italia.
Il Regio Decreto 31 agosto 1933, n. 1592 regolamentava la figura dei liberi docenti (artt. 118-128 del regolamento allegato al decreto), definendoli come laureati e studiosi che superavano un esame di abilitazione per titoli; con tale esame si conseguiva l'abilitazione all'insegnamento per una determinata disciplina, pur in mancanza di una cattedra. Era anche possibile da parte del Ministro per l'educazione nazionale abilitare alla libera docenza «persone che siano venute in alta fama di singolare perizia nella materia che debbono insegnare» (art. 122).
Gli esami per l'abilitazione alla libera docenza furono aboliti nel 1970. Dall'entrata in vigore di quella normativa cessò definitivamente la nomina di liberi docenti. Rimase fermo per coloro i quali avessero già conseguito una libera docenza il mantenimento del titolo di professore universitario e la possibilità di impartire, su chiamata, corsi universitari o specialistici e partecipare a commissioni di esami presso le facoltà.

## Nel mondo
In alcuni paesi del mondo vi sono istituti analoghi, come ad esempio l'Habilitation vigente nei sistemi tedesco e austriaco, nonché in quello polacco, l'Habilitation à Diriger des Recherches (HDR), in uso in Francia, o la Livre-docência nel sistema brasiliano.